# Еккель, Эберхард
Эберхард Е́ккель (нем. Eberhard Jäckel; 29 июня 1929, Везермюнде — 15 августа 2017, Штутгарт) — немецкий историк, исследователь нацистской Германии.

## Биография
Эберхард Еккель 29 июня 1929 года в Везермюнде, ныне Бремерхафен. Он учился в гимназии в Дортмунде и Фульде, затем изучал историю в Гёттингенском, Тюбингенском, Фрайбургском и Флоридском университетах, а также в Сорбонне. В 1955 году защитил докторскую диссертацию во Фрайбурге. Работал научным ассистентом в Кильском университете и хабилитировался в 1961 году. До 1966 года проработал приват-доцентом в Кильском университете. С 1967 года и до выхода на пенсию в звании профессора преподавал новейшую историю в Штутгартском университете.
С 1967 года Еккель состоял в Социал-демократической партии Германии, в 1968 году активно поддержал на выборах кандидатуру Вилли Брандта.
Широким слоям общественности Эберхард Еккель стал известен прежде всего благодаря его исследованиям личности Адольфа Гитлера. В 1969 году была опубликована книга Еккеля «Мировоззрение Гитлера». Труд Еккеля «Франция в гитлеровской Европе: политики Германии в отношении Франции во Второй мировой войне» и по настоящее время является признанным источником этого периода истории. В 1980 году Еккель выпустил полное собрание сохранившихся 694 документов Гитлера, в котором оказалось 76 подделок, выполненных Конрадом Куяу. В судебном процессе по делу о так называемых «дневниках Гитлера» Еккель выступил в качестве свидетеля. В 1988 году вместе с публицисткой Леей Рош Эберхард Еккель выступил с инициативой создания главного мемориала жертвам Холокоста в Германии
.
Похоронен на Биркахском кладбище в Штутгарте.

## Сочинения
- Frankreich in Hitlers Europa. Die deutsche Frankreichpolitik im 2. Weltkrieg. Stuttgart 1966
- Hitlers Weltanschauung. Entwurf einer Herrschaft. Wunderlich, Tübingen 1969. Häufige Neuaufl., zuletzt DVA 1991 ISBN 3421060835
- Der Mord an den Juden im Zweiten Weltkrieg. Entschlussbildung und Verwirklichung. Deutsche Verlags-Anstalt, Stuttgart 1985, ISBN 3-421-06255-2.
- Hitlers Herrschaft. Vollzug einer Weltanschauung. Deutsche Verlagsanstalt DVA, 4. Aufl. Stuttgart 1999, ISBN 3-421-06254-4 (Erstausgabe Stuttgart 1986)
- Das deutsche Jahrhundert. Eine historische Bilanz. Fischer Taschenbuch, Frankfurt 1999, ISBN 3-596-13944-9.